# Умбозеро
У̀мбо̀зеро е езеро в Европейската част на Русия, Мурманска област.
С площ от 422 km² е 3-то по големина езеро в Мурманска област след Имандра и Нотозеро и 28-о в Русия.
Езерото Умбозеро е разположено в югозападната част на Колския полуостров, в централната част на Мурманска област и принадлежи към водосборния басейн на Бяло море.
Котловината на езерото е с ледниково-тектонски произход, разположена между планините Хибини на запад и Ловозерска Тундра на изток. Умбозеро има удължена форма от север на юг с дължина 43,5 km и максимална ширина в южната част 12 km. Има слабо разчленена брегова линия. Бреговете му са предимно стръмни и скалисти, изградени от докамбрийски скали, а на юг са ниски, частично заблатени, покрити с гъсти брезови гори примесени с хвойна.
Умбозеро е най-дълбокото езеро в Мурманска област, като максималната му дълбочина е 115 m разположена в северната му част, а южната, широка част е относително плитка с дълбочини до 30 m. Средна дълбочина 15 m. Поради тази причина обемът на езерото е сравнително голям и е 4,7 km3. В него има множество малки острови с обща площ от 6 km2, най-големи от които са: Сорванов, Морошкин, Голям и Елов.
Водосборният басейн на Умбозеро е сравнително малък – 2131 km2. В езерото се вливат множество реки, като най-големи от тях са: Сура и Чуда, вливащи се от север, Кица и Пунча – от изток. От югозападния ъгъл на езерото, в близост до село Октябърски изтича река Умба, която при селището от градски тип Умба се влива в Кандалакшкия залив на Бяло море.
Годишното колебание на нивото на водата не превишава 1,2 m. Най-високо ниво се наблюдава през юли в резултат от снеготопенето в околните планини, а най-ниско през май, малко преди размразяването му. Умбозеро замръзва в края на октомври или началото на ноември, а се размразява в края на май или началото на юни. Почти през цялата година температурата на водата е ниска. Минерализацията на водата е малка – до 15 – 20 мгр/л и спада към хидрокарбонатния клас на натриевата група. 
На 26 km западно от езерото се намира град Кировск, а на 11 km североизточно – селището от градски тип Ревда. Южно от него, в близост до изтичането на река Умба е разположено село Октябърски, където е изградена Умбозерската самолетна писта. Западно от езерото от 1978 г. се разработва апатито-нефелиновия рудник „Восточний“. Поради отсъствието на пречиствателни инсталации по река Вуанемийоки в югозападната му част попадат големи количества флуориди, азотни съединения и нефтовъглеводориди. Североизточно от Умбозеро се намира друг рудник „Умбозерски“ и от там също постъпват замърсени води с флуоридо-хидрокарнатно-натриев състав. По този начин акваторията на езерото се разделя на няколко зони: замърсена югозападна и североизточна част и относително чисти източно и централна част.
Първото комплексно физикогеографско изследване на Умбозеро е извършено през 1891 г. от финландския геолог на руска служба Вилхелм Рамсай, а геодезистът на експедицията Алфред Петрелиус му извършва първото топографско заснемане и картиране.

## Топографски карти
- Лист от карта Q-36-V,VI Ревда. Мащаб: 1 : 200 000. Указать дату выпуска/состояния местности.